# Landtagswahlkreis Bodensee
Der Wahlkreis Bodensee (Wahlkreis 67) ist ein Landtagswahlkreis im Süden von Baden-Württemberg. Er umfasste bei der Landtagswahl 2021 die Gemeinden Bermatingen, Daisendorf, Deggenhausertal, Eriskirch, Frickingen, Friedrichshafen, Hagnau am Bodensee, Heiligenberg, Immenstaad am Bodensee, Kressbronn am Bodensee, Langenargen, Markdorf, Meersburg, Oberteuringen, Owingen, Salem, Sipplingen, Stetten, Überlingen und Uhldingen-Mühlhofen aus dem Bodenseekreis. Wahlberechtigt waren 130.185 Einwohner des Wahlkreises.
Die Grenzen der Landtagswahlkreise wurden nach der Kreisgebietsreform von 1973 zur Landtagswahl 1976 grundlegend neu zugeschnitten und seitdem nur punktuell geändert. Der Wahlkreis Bodensee war zunächst identisch mit dem Bodenseekreis, musste aber infolge überdurchschnittlichen Bevölkerungswachstums zur Landtagswahl 1992 erstmals verkleinert werden. Deswegen wurden die Gemeinden Neukirch und Tettnang dem Wahlkreis Ravensburg zugeordnet. Bei der Landtagswahl 2011 wurde auch die Gemeinde Meckenbeuren an den Wahlkreis Ravensburg angegliedert.

## Wahl 2021
Die Landtagswahl 2021 hatte folgendes Ergebnis:
| Direktkandidat              | Partei       | Stimmen in % | Landtagswahl 2016 Stimmen in % |
| --------------------------- | ------------ | ------------ | ------------------------------ |
| Martin Hahn                 | Grüne        | 36,8         | 35,7                           |
| Dominique Christine Emerich | CDU          | 21,9         | 27,4                           |
| Christoph Högel             | AfD          | 8,6          | 12,4                           |
| Jasmina Brancazio           | SPD          | 8,5          | 10,1                           |
| Klaus Hoher                 | FDP          | 13,3         | 9,1                            |
| Sander Frank                | DIE LINKE    | 3,1          | 2,7                            |
| Marion Morcher              | ödp          | 1,0          | 1,0                            |
| Corbinian Grimm             | Die PARTEI   | 1,4          | –                              |
| Thomas Brillisauer          | Freie Wähler | 2,1          | –                              |
| Heike Padberg               | dieBasis     | 1,4          | –                              |
| Daniel Boch                 | KlimalisteBW | 0,7          | –                              |
| Jonas Preusch               | WiR2020      | 0,8          | –                              |
| Stefan Bischof              | Volt         | 0,5          | –                              |
| –                           | Sonstige     | –            | 1,5                            |

## Wahl 2016
Die Landtagswahl 2016 hatte folgendes Ergebnis:
| Direktkandidat       | Partei    | Stimmen in % | Landtagswahl 2011 Stimmen in % |
| -------------------- | --------- | ------------ | ------------------------------ |
| Martin Hahn          | Grüne     | 35,7         | 26,3                           |
| Susanne Schwaderer   | CDU       | 27,4         | 38,1                           |
| Dieter Stauber       | SPD       | 10,1         | 20,4                           |
| Klaus Hoher          | FDP       | 9,1          | 7,0                            |
| Alice Weidel         | AfD       | 12,4         | –                              |
| Marc Hanschur        | ALFA      | 0,9          | –                              |
| Roberto Salerno      | DIE LINKE | 2,7          | 3,2                            |
| Sylvia Hiß-Petrowitz | ödp       | 1,0          | 1,2                            |
| Tim Belz             | NPD       | 0,3          | 0,8                            |
| Gisela Neumann       | REP       | 0,3          | 0,7                            |
| –                    | Sonstige  | −            | –                              |

## Wahl 2011
Die Landtagswahl 2011 hatte folgendes Ergebnis:
| Direktkandidat       | Partei    | Stimmen in % | Landtagswahl 2006 Stimmen in % |
| -------------------- | --------- | ------------ | ------------------------------ |
| Ulrich Müller        | CDU       | 38,1         | 43,7                           |
| Martin Hahn          | Grüne     | 26,3         | 14,7                           |
| Norbert Zeller       | SPD       | 20,4         | 22,5                           |
| Hans-Peter Wetzel    | FDP       | 07,0         | 11,8                           |
| Roberto Salerno      | DIE LINKE | 03,2         | WASG: 2,6                      |
| Stefan Hestermann    | Piraten   | 02,3         | –                              |
| Sylvia Hiß-Petrowitz | ödp       | 01,2         | 00,9                           |
| Armin Schrott        | NPD       | 00,8         | 00,8                           |
| Gisela Neumann       | REP       | 00,7         | 01,2                           |
| –                    | Sonstige  | −            | 01,6                           |

## Abgeordnete seit 1976
Bei den Landtagswahlen in Baden-Württemberg hat jeder Wähler nur eine Stimme, mit der sowohl der Direktkandidat als auch die Gesamtzahl der Sitze einer Partei im Landtag ermittelt werden. Dabei gibt es keine Landes- oder Bezirkslisten, stattdessen werden zur Herstellung des Verhältnisausgleichs unterlegenen Wahlkreisbewerbern Zweitmandate zugeteilt. Die bis 2006 gültige Regelung sah eine Zuteilung dieser Mandate nach absoluter Stimmenzahl auf Ebene der Regierungsbezirke vor. Das führte in Verbindung mit den Änderungen der Wahlkreisgrenzen zur Landtagswahl 1992 für den Wahlkreis Bodensee dazu, dass der FDP-Abgeordnete und spätere Justizminister Ulrich Goll bei dieser Wahl sein Mandat an den parteiinternen Mitbewerber im Wahlkreis Tübingen, Dietmar Schöning, verlor, nachdem er das Mandat vier Jahre zuvor gegen seinen Parteifreund Hinrich Enderlein (ebenfalls Wahlkreis Tübingen) aufgrund der höheren Stimmenzahl gewonnen hatte.
Den Wahlkreis Bodensee vertraten seit 1976 folgende Abgeordnete im Landtag:
| Partei | Art des Mandats | Gewählte |
| ------ | --------------- | --- |
| CDU    | Erstmandat      | Karl Schiess 1976 August Entringer 1980 Ernst Arnegger 1984, 1988 Ulrich Müller 1992, 1996, 2001, 2006, 2011 |
| CDU    | Zweitmandat     | August Entringer 1976                                                                                        |
| SPD    | Zweitmandat     | Hermann Precht 1976, 1980, 1984 Norbert Zeller 1988, 1992, 1996, 2001, 2006                                  |
| FDP    | Zweitmandat     | Ulrich Goll 1988 Hans-Peter Wetzel 2006 Klaus Hoher 2016, 2021                                               |
| Grüne  | Erstmandat      | Martin Hahn 2016, 2021                                                                                       |
| Grüne  | Zweitmandat     | Martin Hahn 2011                                                                                             |

Da der CDU im Regierungsbezirk Tübingen 1976, 1980 und 1984 mehr Sitze zustanden, als es dort Wahlkreise gab, wurden ihr zusätzlich ein bzw. zwei zusätzliche Zweitmandate für Ersatzbewerber in den Wahlkreisen mit der höchsten Zahl absoluter Stimmen zugeteilt. Der Wahlkreis Bodensee war dabei 1976 der Wahlkreis mit der zweithöchsten Stimmenzahl für die CDU.
Die Grünen konnten im Wahlkreis Bodensee mit Martin Hahn 2011 erstmals ein Zweitmandat gewinnen; zuvor waren sie hier bei fünf Wahlen nur knapp gescheitert. 1984 fehlten 1155 Stimmen im gesamten Regierungsbezirk Tübingen, damit der neunte und letzte Grünen-Sitz diesem Regierungsbezirk, und nicht dem Regierungsbezirk Stuttgart zugeteilt worden wäre, 1988 fehlten entsprechend 2011 Stimmen gegenüber dem Regierungsbezirk Karlsruhe. In beiden Fällen wäre das Zweitmandat im Wahlkreis Bodensee vergeben worden. Entscheidend war dabei auch die Unterverteilung nach dem D’Hondt-Verfahren, das Tübingen als kleinsten Regierungsbezirk benachteiligte. 1996, 2001 und 2006 scheiterten die grünen Bewerber des Wahlkreises Bodensee jeweils mit vergleichsweise geringen Rückständen gegenüber Thomas Oelmayer (Ulm). 1996 fehlten 45 Stimmen, 2001 waren es 129 Stimmen, 2006 schließlich 84, wobei in den beiden letztgenannten Fällen die Bewerberinnen des Wahlkreises Reutlingen noch geringere Rückstände aufwiesen.